# 燃焼系
燃焼系（ねんしょうけい）は、サントリーフーズの飲料品のCMで流れるキャッチフレーズ。2003年2月18日発売。
2003年3月頃から2005年頃までCMが流された。CMは全て15秒CMで、主にスポットCMとして流された。CM中では下記のような驚くべき運動が放映された。作詞・作曲はこのCMのプランナーでもある本間絹子が担当した。
商品開発およびマーケティング・プロジュースは、「燃焼系アミノ式」および「健康系カテキン式」シリーズとしてサントリーの澤田由紀が手がけた。
PS2用ソフト『龍が如く』にもCMが登場した。
その後、2009年に販売を終了している。

## テレビCM

### 「グッバイ、運動。」シリーズ
以下の順番でCMが流された。
回転少女
制服姿の女子高生が地面に手を突かず、延々と空転する。ロケ地は伊豆急行線の片瀬白田駅。実演している少女と最初と最後でUPになり、顔を見せる少女は別人。NTV『ザ・ワイド』（2003年3月8日放送）で、モデルの小田瑞穂がこのCMの少女と紹介された際に演技してくれと言われ、「バンザイのポーズのみ」を披露している。同番組では専門家の分析などを経て、この運動が体操として可能であることは確認がとれたものの、回転している少女が誰なのかを突き止めることはできなかった。2005年には映像はほぼそのままで、歌詞を英語及びフランス語に翻訳したバージョンがそれぞれ制作されている。
上昇サラリーマン
スーツ姿のサラリーマンが両手で登り棒をつかみ、そのまま体を地面に平行に持ち上げ、腕のみを使って登っていく。実際には体は平行ではなく斜め上方で、腕のみではなく足の反動を使っている。
くるくるピクニック
仰向けになった親が両足を上げ、その上に開脚した少女（荻野可奈子）が座り、その状態で親の足が少女を回転させる。
ピラミッド高校生
10人の高校生が組体操で行われる人間ピラミッドを作り、その状態のまま長縄跳びをする。ロケ地は作新学院高等学校グラウンド。
逆さまお父さん
中年男性が片手で逆立ちをしながら、もう片方の手で犬の手綱に引かれて前進する。「上昇サラリーマン」編同様に足の反動を使って移動している。
空転挙式
花婿が参列者たちの腕で胴上げされながら、トランポリンのように回転しながらの大跳躍を繰り返す。バックに流れるテーマ曲もオルガンや鐘の音を使った、結婚式をイメージさせるアレンジになっている。
ダブル登校
中学生2人がお互いに上下逆方向に（空と地に足が向くように）組み合い、その状態で車輪のように横に転がって堤防道を進み、そのまま校門に入る。バックに流れるテーマ曲は、リコーダーのアレンジになっている（演奏は栗コーダーカルテットが担当）。
頭上風車
浴衣を着た父親の頭の上に子供が腹部を支点にして回転し、そのままの状態で祭りの露店の中を歩く。バックに流れるテーマ曲も、祭囃子をイメージさせるアレンジになっている。

#### スタッフ
- 製作 - 加藤英夫、齋藤和典
- 企画 - 本間絹子、田中信哉
- プロデューサー - 大豆生田拓人
- 音楽 - 本間絹子
- 音楽制作 - スパークス
- 監督 - 中島信也
- 制作 - 東北新社

## トリビア
- 「上昇サラリーマン」「逆さまお父さん」で演技をしていたのは、河北省の雑技団を経て日本に移住し公演活動を行っていた張海輪である。張は「ピラミッド高校生」の一員としても出演したほか、「くるくるピクニック」の演技指導も行っている。張によれば、「くるくるピクニック」で少女を足で回転させていた女性も雑技の公演者であるという[2]。
- このCMソングは当初、「こんな運動しなくても、これ一本」という節があったが、「逆さまお父さん」以降は「こんな運動したくても、ムリ」に変更されている。これは、「こんな運動をしなくてもこれだけ飲んでいれば燃焼する（ので痩せる）」とも解釈でき、医薬品医療機器等法に抵触する恐れがあるため[3]と考えられている（伊藤園「花々緑茶」のCMで『オリビアを聴きながら』の歌詞が変更されていたのも同様の理由とされる）。ただし、サントリー側では、マンネリを避けるために歌詞を変えただけである[4]としている。
- 「回転少女」「上昇サラリーマン」「ぐるぐるピクニック」の3篇は、全日本シーエム放送連盟が主催する「CMフェスティバル」において2003年総務大臣賞／ACCグランプリ（最高賞）を受賞[5]。

## 健康系カテキン式
2004年1月20日には緑茶飲料「健康系カテキン式」が発売された。CM中の歌の音程こそ違うものの、基本的なCMの流れは燃焼系アミノ式と変わらなかった。ただし「燃焼系」が、スポーツが得意な人の動きを示すものであったのに対し、「健康系」はその反対の内容を示すものであった（演者は長谷川初範、乙葉）。アミノ式のCMが長期間流されたのに比べ、こちらのCMは数ヶ月で放映終了となった。

### CMの種類
階段でカエル? 篇
サラリーマンが階段を上り始めるが、すぐに引き返しエスカレーターを使ってしまう
ジョギングでカエル? 篇
ジョギングを始めたOLが、タクシーで帰宅してしまう
腹筋でカエル? 篇
腹筋を始めた女性が、寝ころんだ状態に戻ったところで雑誌を読み始めてしまう
電車でカエル? 篇
（演者：長谷川初範）
大砲飛行篇
アミノ式とカテキン式の同時宣伝。人間が大砲の弾となって宙を舞う。

## 参考
「燃焼系アミノ式」誕生秘話 <話題の人> 澤田由紀 -三田評論2004年1月号- 